# أكمية زغباء
أكمية زغباء (الاسم العلمي:Aechmea pubescens) هي نوع من النباتات تتبع جنس الأكمية من الفصيلة البروميلية.